# Mettius Curtius Sabinus
Mettius Curtius Sabinus – Rzymianin według legendy współczesny Romulusowi. Miał walczyć z Rzymianami broniąc porywanych Sabinek.